# Megachile insularis
Megachile insularis là một loài Hymenoptera trong họ Megachilidae. Loài này được Smith mô tả khoa học năm 1859.